# کاربین
کاربین یا کربن خطی استیلن یک دگرشکل از کربن است. در ساختار شیمیایی این ماده اتم‌های کربن به صورت خطی و با پیوندهای متناوب یگانه و سه‌گانه به هم وصل هستند. کاربین یکی از اعضای خانواده پلین است.
این شکل از کربن استحکام بسیار زیادی داشته و مدول یانگ ان ۳۲ هزار است یعنی ۱۶۰ برابر بیشتر از فولاد. تولید این ماده تاکنون به طور گسترده انجام پذیر نبوده است.

## تاریخچه
کاربین ابتدا در ۱۹۶۰ کشف شد. در ۱۹۸۲ دو دانشمند به نام پی.پی. کا اسمیت و پی. ار بوسک با تحلیل دوباره کشفیات قبلی دریافتند که مطالب نسبت داده شده به کاربین اغلب به دلیل وجود ناخالصی سیلیکات در نمونه‌ها بوده است.
در ۱۹۸۴ گروهی از شرکت اکسون گزارش کردند که توده‌ای خوشه مانند ازکربن را کشف کرده‌اند که دارای ۳۰ الی ۱۸۰ اتم کربن است. امروزه این خانواده فولرن نامیده می‌شوند.
در ۱۹۹۵ برای اولین بار یک پلیمر از کاربین ساخته شدکه طول ان ۱۸۰ نانومتر بود. برای ساخت این زنجیره پلیمری از CF2 را با یکی از فلزات لیتیم سدیم یا پتاسیم واکنش دادند.
در ۱۹۹۹ دانشمندان دریافتند که یکی از ترکیبات مس بعد از اکسیداسیون با یون مس در مجاورت
هیدروکلریک اسید تولید کاربین به طول ۴تا ۱۲ اتم می‌کند. امروزه ساخت کاربین با طول بیش از ۶ هزار اتم امکان‌پذیر شده است.